# Казка про закоханого маляра
«Казка про закоханого маляра» (рос. «Сказка про влюбленного маляра») — російський радянський повнометражний кольоровий широкоформатний художній фільм-казка, поставлений на Кіностудії «Ленфільм» в 1987 році режисером Надією Кошеверовою.

## Зміст
Одного разу Макару, молодому маляру, довелося побувати в палаці. Там його підкорила чарівна дівчина, яка приміряла корону. За ворота палацу його виставили. Та Макар не любив сумувати. Він подолав багато перешкод, ставши гідним своєї коханої. Тут і прояснилося, що сподобалася йому не принцеса, яка опинилася бундючною і непривабливою, а її служниця Катенька.

## Ролі
- Микола Стоцький — Макар, маляр
- Ніна Ургант — сліпа королева
- Ольга Волкова — Її Величність Дрізофіла II
- Валерій Івченко — Кащей
- Катерина Голубєва — Катюша, служниця
- Дмитро Іосифов — сивий принц
- Олександр Граве — лісовик
- Георгій Штіль — Водяний
- Марія Барабанова — Баба Ягишна
- Ігор Дмитрієв — придворний лікар
- Анатолій Сливников — Балдак
- Сергій Філіппов — головний мудрець
- Георгій Тейх — скарбник
- Борис Аракелов — начальник варти

## В епізодах
- Тамара Колесников — епізод
- С. Берлін - епізод
- А. Заборний - епізод
- Віра Кузнєцова — придворна дама
- І. Лонський - епізод
- Олександр Момбелі - епізод
- Павло Первушин - епізод
- Ростислав Рахт - епізод
- Анатолій Столбов - кухар
- Анатолій Шведерський - епізод
- Світлана Кірєєва - епізод
- Мячеслав Вайнберг - епізод (в титрах не вказаний)

## Знімальна група
- Автори сценарію — Михайло Вольпін, Валерій Фрид
- Режисер-постановник — Надія Кошеверова
- Головний оператор — Едуард Розовський
- Художник-постановник — Ігор Вускович
- Композитор — Мечислав Вайнберг
- Звукооператор — Леонід Шумячер
- Монтажер — Ізольда Головко
- Редактор - Олександр Безсмертний
- Балетмейстер - Святослав Кузнецьов
- Редактори - Н. Окунцова, С. Белошніков
- Оператори - С. Дворцов, Т. Плюсніна
- Грим - О. Ізвековой
- Костюми - І. Сабановой
- Комбіновані зйомки: 
  - Оператор - Георгій Сенотов
  - Художник - Н. Кривошеєв
- Постановка трюків - Ю. Пангаєва
- Каскадери - Олександр Баранов, Сергій Головкін (в титрах не вказані)
- Текст пісень - Михайла Вольпина
- Режисерська група — М. Малич, В. Новікова, Надія Якушева
- Асистенти:
  - оператора — К. Соколов
  - звукооператора — Є. Румянцева
  - по монтажу — М. Гунагіна
  - художника по костюмах — А. Смоліна, Е. Герасимова
- Художники-декоратори — С. Болматов, М. Петрова, Владислав Орлов
- Художник-фотограф - О. Моїсеєва
- Майстри-реквізитори - К. Змичеревскіс, Р. Куніна
- Майстер-костюмер - С. Стаценко
- Майстер-піротехнік - В. Климов
- Майстер світла - В. Наумов
- Адміністративна група - Володимир Каліш, Т. Логінова, М. Григор'єв, В. Ільїн, В. Юмакова
- Директор картини — Петро Орлов